# Тонжеви
Тонжеви (пол. Tążewy) — село в Польщі, у гміні Длутув Паб'яницького повіту Лодзинського воєводства.
Населення — 139 осіб (2011).
У 1975—1998 роках село належало до Пйотрковського воєводства.

## Демографія
Демографічна структура станом на 31 березня 2011 року:
|          | Загалом | Допрацездатний вік | Працездатний вік | Постпрацездатний вік |
| -------- | ------- | ------------------ | ---------------- | -------------------- |
| Чоловіки | 64      | 14                 | 38               | 12                   |
| Жінки    | 75      | 14                 | 39               | 22                   |
| Разом    | 139     | 28                 | 77               | 34                   |